# Байгужинов, Кенжебек Аканович
Кенжебе́к Ака́нович Байгужи́нов — казахстанский поэт, прозаик, литературный критик, журналист.

## Биография
Байгужинов Кенжебек Аканович — Поэт. Член Союза журналистов Казахстана (2011 г.). Родился 8 апреля 1956 года в России городе Кемерово. Детские годы прошли в селе Ново-Покровка, Жанасемейского района Семипалатинской области (1961—1970 г.г.).
С 1970 по настоящее время проживает в городе Семей, области Абай. Окончил училище связи. С 1972 по 1974 годы работал монтажником связи в Карагандинском, Уральском, Семипалатинском СМУ «Казсвязьстрой № 1». Работал рабочим на АРЗ, БТК, ПОШ, Мясокомбинат.
В 1982 году окончил филологический факультет Семипалатинского государственного педагогического института им. Н. К. Крупской.
Автор поэтических сборников «Покорение вершин» (1995 г.), «Красные ренегаты» (1999 г.), «Нежность» (2002 г.), «Молитва любви» (2003 г.), «Свобода» (2010 г.) «Одинокие пароходы» (2011 г.), «Стихи на Арбате» (2015 г.).
Автор сборника статей «Зарисовки с натуры» (2015 г.).
Автор рассказов «В юрте Токена», «Аркан», «Монтажники», «Посидим, мужики», «Камча».
Печатался в коллективных поэтических сборниках «Грёзофарс» (2002 г.), «Alma mater» (2004 г.), «Семипалатинская лира» (2005 г.) «Семипалатинская лира» (2007 г.).
Стихи, переводы, рассказы, статьи публиковались в газетах: «Иртыш», «Огни Прииртышья», «Слово», «Гражданское действие», «Голос народа», «Новое Слово», «Зеркало», «Эксперимент», «С-Партнер», «Контакт», «Алаш-Орда», «Демократия», «Наше дело», «Вести», в журналах «ЕL» № 1 1999 г., «Аманат» № 1 2001 г., «Ақ Ертіс Иртыш» № 2 2004 г., «Литературная газета Казахстана» 2007 г., «Звено Алтая» 2008 г., «Шәкәрім» № 1 2009 г.
Редактор-составитель сборников литературно-критических статей посвященных творчеству поэта Олжаса Сулейменова «Трибунал мысли» (2002 г.), «Солнечное утро поэта Олжаса Сулейменова» (2012 г).
Редактор поэтических книг Геннадия Мохнакова «Белая березонька» (2003 г.), Николая Алексеева «Алтыбакан» (2003 г.), «Сумерки. Луна над Жидебаем» (2004 г.), «Семипалатинская лира» (2005 г.).
Участник международного конкурса стихотворения в Новосибирском Академгородке (1980 г.).
Участник совещания поэтов Казахстана в городе Талды-Кургане (1981 г.).
Участник областного фестиваля творческой молодежи «Жiгер-88» в городе Шульбинск Семипалатинской области (1988 г.).
Участник республиканского фестиваля творческой молодежи «Жiгер-88» в городе Алма-Ата (1988 г.).
Участник Международного фестиваля Русского искусства в Семипалатинске, в номинации «Свободной музы приношенье» (2007 г.).
Является руководителем литературного клуба «Арбат» (с 2009 г.).

## Творческая деятельность
Из творческой автобиографии: "С первого по седьмой классы я учился в средней школе села Ново-Покровка. Детство прошло в деревне. Эта самая счастливая пора в моей жизни.
В детстве любимым занятием, кроме спортивных игр было чтение художественной литературы. Первые стихотворения написал в пятом классе. Сочинения были патриотическими. Стихотворения посвящались Родине-Казахстану и героям партизанам ВОВ. Показал своему городскому родственнику Умербеку — он тогда учился в медицинском институте. «Ну, ты Маяковский…», — сказал он.
В школе занимался в драматическом кружке и выступал на школьной сцене. Уже в городе, когда мне было 15 лет, стихи стал записывать в тетрадь.
Первые записи стихотворений показал известной поэтессе Надежде Михайловне Черновой в 1971 году, она работала литературным консультантом в Семипалатинском отделении СП. Н.Чернова отметила несколько композиций и дала мне добрый совет: «Не спеши. Дай отлежаться своим наброскам. В будущем из них могут получиться настоящие вещи».
В 1977 году поступил в Семипалатинский государственный педагогический институт им. Н. К. Крупской. Был заядлым театралом. В народном театре педагогического института сыграл одну из главных ролей в спектакле Александра Вампилова «Прощание в июне», заслужил аплодисменты зрителей. Режиссёрами народного театра были талантливые актёры театра им. Ф.М.Достоевского Виктор Мамин, Геннадий Лысенок и Юрий Банников.
В 1979 году в Семипалатинске познакомился с известным поэтом Михаилом Балыкиным, показал ему свои стихи. Михаил Данилович тогда работал в Караганде. Он ознакомился с моими сочинениями, а потом пригласил к себе. Стихотворения ему понравились. Он сказал, что непременно позвонит Олжасу Сулейменову и скажет: «Я открыл нового Олжаса Сулейменова в Семипалатинске!» Это меня воодушевило. В мае 1980 года принял участие в поэтическом конкурсе Новосибирского Академгородка. Председатель жюри профессор В. Г. Одиноков тогда особо отметил семипалатинскую литературную школу.
В 1981 году принял участие в работе Совещания поэтов Казахстана в городе Талды-Кургане. Все это закаляло нас. Опыт известных поэтов Руфь Тамариной, Александра Елкова, Николая Алексеева нам был необходим.
По приезду в Семипалатинск искренний поклонник творчества Олжаса Сулейменова казахский поэт Акылбай Манабаев, с которым мы познакомились на семинаре, устроил встречу с поэтом Мергали Ибраевым. Мергали-ага сразу же пригласил меня на литературную передачу семипалатинского ТВ.
В 1996 году состоялась первая встреча со знаменитым писателем Ролланом Сейсенбаевым, которая по-новому высветила задачи современной литературы и роль писателей в обустройстве несовершенного мира.
Награды, звания
Лауреат международного конкурса стихотворения в Новосибирском Академгородке (1980 г.).
Лауреат областного фестиваля творческой молодежи «Жiгер-88» в городе Шульбинск Семипалатинской области (1988 г.).
Дипломант III Международного фестиваля Русского искусства в Семипалатинске, в номинации «Свободной музы приношенье» (2007 г.).
Медаль "20 лет Международному антиядерному движению «Невада-Семей». (2011 г.)
Книги
· «Покорение вершин». Стихи. Статьи. г. Краснообск, Новосибирская область, Рекламно-издательская фирма «Росса», 1995., тираж 5000
· «Красные ренегаты». 1999., Стихи. Статьи. Типография, г. Усть-Каменогорск.
· «Нежность». Стихи. ЧП Анастасов А. Н. 2002., тираж 1000
· «Молитва любви». Стихи. ЧП Анастасов А. Н. 2003.,
· «Свобода». Стихи. Издательский дом «Интеллект», 2010. — 112с.
· «Одинокие пароходы». Стихи. Статьи. Издательский дом «Интеллект», 2011.- 281с.
· «Стихи на Арбате». Стихи. Статьи. Полиграфический центр «PRINTMASTER», 2015. — 183с.
Критика
Владимир Сулыгин поэт: «Покорение вершин». Так лаконично, без затей, назван сборник литературной критики, публицистики и поэзии Кенжебека Байгужинова. Попытаемся кратко определить эти вершины. Прежде всего, это, конечно, Абай, его творчество, вечные темы поэта и народа, взаимовлияние великих культур, поиск собственного отношения к зачинателю письменной казахской литературы.
"Заблуждается тот, кто, прочитав однажды «Слова назидания», пролистав книгу стихов Поэта, считает, что он уже познал Абая. Абай — необъятен ", — пишет Кенжебек в одной из статей. В этом не только дань уважения к «степному Сократу» — здесь программа его восприятия, способ постижения наследия Абая: снова и снова к Великому источнику. Только тогда, за зыбкой завесой времени, проясниться вершина поэтического и философского духа степного гения и приблизится к нам, идущим ему навстречу.
Другая вершина, встающая из раскрытых страниц сборника, заливающая его ослепительным сиянием любви и признания — это поэт Олжас Сулейменов. Перелистайте книгу — как свежо, необычно, разнообразно автор рисует образ своего современника, кумира, Учителя! Перед нами раскрывается человек удивительно щедрой судьбы, яркого темперамента, несгибаемой воли. В этих трепетных зарисовках Олжас предстает тончайшим лириком, мужественным гражданином, ставшим во главе антиядерного Движения, неутомимым путешественником, глубоким исследователем «Слово о полку Игореве». Порой забываешь, что перед тобой литературно-критические статьи — так живописна и высокохудожественна их словесная ткань. В отраженном свете самым благородным образом раскрывается личность самого ученика. Его искренность, смелость, любовь к Родине. По пути к вершинам автор не забывает младших и старших своих современников в книге звучат их имена. Органично и естественно, в этот цикл литературных изысканий и публицистики заканчивается «Словом о Пушкине» — кратким размышлением об известном интересе Русского гения к казахскому эпосу, быту казахов. И здесь необходимо сказать ещё об одной вершине, которая очевидно маячит за всеми великими именами и естественно, представляет интерес перед читателями. Эта вершина, которую преодолел Кенжебек — Великий и могучий Русский язык. Все статьи сборника написаны прекрасным русским языком, необычайным стилем. В них нет пустой риторики — есть Высокая культура и глубокое знание предмета разговора.
Можно говорить и о других сторонах этой хорошо изданной книги, но ограничусь краткой констатацией покоренных высот и скажу, что за ними неизбежно откроются другие, а значит, к нам придут новые книги Кенжебека Байгужинова.
В заключении приведу его слова сказанные в адрес Олжаса: «Да не иссякнет родник таланта, и пусть поэт радует нас волшебством своей музы!»
(Газета «Наше дело» −1995,12 апреля)
Владимир Базанов писатель: "Имя писателя Кенжебека Байгужинова хорошо известно в семипалатинском регионе — поэт, публицист, прозаик. Автор сборника «Покорение вершин», сразу же отмеченного читателями и критикой, он продолжает активно работать в разнообразных жанрах, яростно и целеустремленно вторгаясь в жизнь, отстаивая свою гражданскую позицию, свое творческое кредо. Недаром один из разделов новой книги Кенжебека Байгужинова «Красные ренегаты», называется «Сладость атаки». Страстность и духовность — так можно в двух словах определить общий настрой новой книги, сущность этих небольших эссе о дорогих сердцу именах, публицистических заметок, откровений лирических стихотворений. Книга открывается размышлениями писателя о творчестве великого Абая, его соотношении с сегодняшним днем, с сегодняшним читателем. «Сегодня творческое наследие Абая разрывают на части — пишет К.Байгужинов,- Коммунистов уже не смущает, что отец Поэта Кунанбай был крупным феодалом, а национал карьеристы пытаются скрыть свою идеологию в тени „горного кедра“. Каждый старается отхватить кусок пожирнее, разделить славу великого земляка». Как истинный гуманист, К.Байгужинов ценит у философии Абая великие идеи братства всех народов, их равенство и единство помыслов: о мире, благополучии, счастье труде. Вот, что говорит писатель, размышляя над страницами «Слов назидания»: «Все, о чём с болью и надеждой писал Поэт, волнует и сегодня, и не только казаха, но и русского и татарина, немца. У философии Абая нет родоплеменных границ, ибо его философия общечеловечна. Великий демократ Абай был интернационалистом». Вот небольшое эссе, где в нескольких чеканных фразах суть гражданской позиции автора — о Свободе. Процитирую его полностью, ибо оно — ключ к публицистике Кенжебека Байгужинова: «…обретение свободы — процесс сложный. Для того, чтобы приобрести нужно и потерять — таков суровый закон жизни. Утраты прошлого вряд ли восполнимы. Но путь к истинному счастью народа хорошо виден уже сегодня: он лежит на дороге мира и спокойствия. Время полемики закончилось. Наступило время созидания. Способные помочь продвижению вперед должны работать, засучив рукава. Каждый на своем месте. И если богатый караван идет мимо бедствующего народа, а его караванщики выступают в роли постороннего наблюдателя, думающего, лишь о собственном благополучии, тогда это не тот караван, который мы ждали. Значит, за ним грядет Диктатура». Эти слова, как никогда, актуальны и сегодня, спустя восемь лет после их написания автором книги. Эту же тему продолжает автор и в другой статье, включенной в сборник «Еще раз о свободе», где анализирует взаимоотношение власти и народа. С гневом и болью пишет К.Байгужинов о «коммунистических временах» в статье «Красные ренегаты» клеймя их лицемерие и бездушие. Он дает четкую характеристику малым и большим «вождям» партии, ставшей тормозом в жизни огромной страны и, в конце концов, приведших к краху — политическому, хозяйственному, нравственному: «Они никогда не были носителями коммунистических идей. „Сменив на посту ленинско-сталинскую гвардию, новая партийно-бюрократическая номенклатура удалилась от масс, навсегда забыв о своем пролетарском происхождении. Для многих из них, обюрократившихся коммунистов, партийный билет служил своеобразным ломом, которым они пробивали путь к вершине власти“. И как бы обобщая и завершая свои раздумья о несвободе в коммунистическом обществе и истинной свободе личности, народа при демократии, в другой статье писатель говорит так: „Я готов неустанно повторять, что Свобода есть высшее завоевание демократии. Нет человека на земле, который бы не мечтал о свободе. Только жалкий раб может тосковать по кнуту своего хозяина“. В интереснейшем очерке „Семья Романовых“ К.Байгужинов убедительно показал, что может человек, который любит свою землю, труд, окружающих людей. Автор ещё раз продемонстрировал нам свое знание предмета о котором пишет, тонкий психологизм, умение видеть в казалось бы, обыденных вещах и событиях явления масштабные, явления за которыми будущее. Его герой — крестьянин, механизатор из села Ново-Покровки бывшей Семипалатинской области Анатолий Михайлович Романов. Крепкий хозяин, знающий цену трудам своим, был первым кооператором на селе и доказал, что за ним, свободным и независимым — будущее. К.Байгужинов подводит нас к мысли, что люди, подобные Романову, — не единичны, они есть повсюду и если будут жить в свободном демократическом обществе, если над ними, не будет занесен „дамоклов меч“ тоталитарного государства, они смогут осуществить то, о чём мечтает каждый из нас — изобилие и достаток. И подтекстом: если каждый из нас будет работать так же, как крестьянин Романов, станет могучим и зажиточным и государство. В публицистических стихотворениях, включенных автором в книгу, Кенжебек Байгужинов верен избранным темам: Свободе, гражданскому мужеству и чести, своей роли в событиях дня. „Не дайте обидеть, унизить Свободу!“ — восклицает автор. Ему веришь, потому, что эти слова выстраданы, не только сердцем, но жизнью, судьбой, талантом, недавней историей. „Вам принадлежит все. Мне — ничего. Мир — принадлежит мне!“ Да мир принадлежит поэту. И каждой клеточкой своего тела он ощущает его боль, его страдания. И если бьется в нём горячее сердце, он лечит мир строками своих книг. Одна из них перед нами, о ней мы сейчас говорили, её завтра будут читать тысячи людей разных национальностей и общественных положений — „Красные ренегаты“. Помните — она о Свободе!»
(Газета «Иртыш» — 1995, 7 сентября)
Алла Белякина — журналист: "Свобода становится главным вопросом, на который мучительно пытается найти ответ Кенжебек Байгужинов в своем очередном сборнике стихов и публицистических статей, первый -сигнальный — экземпляр которого выпущен на днях. «Как-то Олжас Сулейменов заметил, что у каждого поэта должна быть своя тема. У меня — свобода. И я всю свою жизнь шел к ней»,- с этого начался разговор «НД» с автором книги, главная тема которой заявлена уже в её названии: «Свобода». Она и стала главным «персонажем» — то бунтующая и истекающая кровью, то тихо и незримо парящая над бесконечным простором Великой Степи. И даже если в сборнике речь идет о таких, казалось бы, приземленных проблемах, как канализация, магазины, свалки или столь болезненных и острых вопросах, как межнациональное согласие, то за всем этим в итоге все равно вырисовывается Её силуэт. Ведь именно через разбитый быт, через учение рынку на базаре, через попытку осмысления себя в новом времени, все мы учились быть свободными. И при этом не бояться ощущения полета Свободы. Не бояться, когда «в сумраке слышу твердую поступь звериных шагов». Не бояться бросить вызов «трусливым душам» обывателей, ведь это «пока вы дрожали как серые мыши, украли страну, из которой мы вышли. Миллионы остались без Родины-крыши. Страну превратили в базары и ярмарки, леса порубили, угробили парки, и совесть отдали за иномарки». Перелистывая страницы сборника, вдруг ловишь себя на том, что и тебе в душу врываются непрошенные и трудные вопросы: так что же такое Свобода? И существует ли она на деле? А если да, то какова она и, каково ей? Не изуродована ли декоративными прихорашиваниями властительных «цирюльников»? Не унижена ли своей невостребованностью? Не стала ли обездвиженным инвалидом после многочисленных попыток облить её бронзой и поставить почетным памятником куда-нибудь в тихий уголок, где никому не мешала бы своим неутомимым призывом к действию? Неудобные и колючие вопросы, порождаемые каждой поэтической строчкой, каждой статьей, на первый взгляд, не вписываются в ставший привычным суетный режим жизни, где каждый день — борьба за кусок хлеба, для некоторых — с маслом. А потому сам собою напрашивается и вопрос: зачем эта книга? На что у автора есть свое мнение: « Сама идея Свободы никого не должна пугать. Она и только она — естественное состояние человека, который рожден для того, чтобы жить свободным. А свободный человек должен жить в свободной стране. Мы декларировали свободу совести, печати, наконец, свободу как Независимость. И это логично Общество должно тянуться к высоким идеалам. Об этом говорил ещё Абай: „Мы тянемся к совершенству“. И у нашего общества сегодня высокий потенциал, который дает уверенность: мы можем жить в по-настоящему свободной стране» А впрочем, глупо было, наверное, задавать вопрос о Свободе поэту, для которого революционный бунт — романтический и недосягаемый символ этой самой Свободы. Поэту, который в конце 90-х по-прежнему предчувствует революцию духа и тоскует из-за отсутствия Блока. Поэту, который и сегодня уже готов воскликнуть о себе: «Я знаю, познавший во мраке свободу, как травы степные, подмятые снегом, желают и жаждут весны».
(Газета «Наше дело» — 2002)
Мурат Галлиев ученый-историк: "С волнением и тревогой читал увлекательный сборник «Трибунал мысли» под редакцией талантливого поэта и публициста Кенжебека Байгужинова. Собрать воедино литературные статьи, содержащие элементы истории как древней, так и современной без правки и комментариев специалистов трудная и очень ответственная задача нашедшая свое довольно удачное решение. Многие статьи разбросаны в периодических изданиях и ученых записках, вышедших из печати в широком диапазоне времени. Книга К.Байгужинова не сухой сборник материалов и публикаций. Читателю самому предоставляется благоприятная возможность по собранным статьям составить образ людей и ход их мыслей. Составитель К.Байгужинов поступил тактично, когда включил в свой сборник работу знаменитого русского ученого, академика Дмитрия Сергеевича Лихачева «Гипотезы или фантазии в истолковании темных мест „Слово О полку Игореве“, а также его сторонников. Чтобы делать какие-то выводы и принять логическое решение, нужно внимательно прочитать, изучить взгляды и идеи, как сторонников одной концепции, так и оппонентов. Проблемные работы всегда оставляют неизгладимый след в истории и теории культуры. Их нужно внимательно изучать с карандашом в руках. Опубликованные в сборнике „Трибунал мысли“ работы Олжаса Сулейменова актуальны и злободневны. Например, хорошо известная работа „Мой Чокан“. Хорошо на одном дыхании читается работа известного ученого-геолога и замечательного писателя Ильяса Искакова правнучатого племянника Великого Абая. Нужно приветствовать труд Кенжебека Байгужинова, который собрал многие публикации по хронологическому принципу и ввел их в научный оборот, не дав затеряться в пыли архивов. Работы разных авторов: одни известные со школьной скамьи, а другие публикуются впервые. Зато имеется один стержень главная идея. Кредо уважения к мыслям Великого Поэта и талантливого исследователя Олжаса Сулейменова… Новинка никого не оставит равнодушным. Красной нитью проходит через весь сборник проблемы, постановка ряда академических вопросов. Окончательное решение ещё не найдено. Важно другое — идет мучительный поиск многих истин. Много открытий содержит в себе эта книга. Она рассчитана в первую очередь на историков, филологов, культурологов, на всех, кто интересуется гуманитарными науками. Весьма жаль, что книга вышла столь незначительным тиражом, сразу стала библиографической редкостью и уникальной ценностью. Подводя первый предварительный итог, хочу сказать читателю, что выход из печати сборника это заметное событие в жизни нашего города, вполне возможно даже всего Казахстана».
(Книга «Трибунал мысли» — 2002, 14 декабря)
Галямова О. — преподаватель: "В истории любого народа есть особо дорогие, памятные места. Они — свидетели рождения великих имен, начала их творческого пути, расцвета таланта…На земле Абая в разное время родились и жили известные акыны и жырау. Поэтический дар словно передавался от поколения к поколению. Не младенческим криком, не ликующим воплем и не усталым шепотом, а полнозвучной мелодией звучит поэзия потомков Абая; своенравная и причудливая, манящая и притягательная, вызывающая печаль и радость, ностальгию и торжество бытия. «…Живут в моем Семипалатинске нежные романтики и суровые реалисты, поэты и прозаики. И бродят они по безбрежной литературной галактике в поисках истины, опоры и определения берега»,- пишет в своей книге «Покорение вершин», посвященной нашим писателям-землякам, семипалатинский поэт Кенжебек Байгужинов…Откровением видится для нас творчество поэта Кенжебека Байгужинова, точнее его поэзия, незатейливая, на первый взгляд по форме, непритязательная по тематике, не ласкающая слух чеканной рифмой. Но именно в этой простоте и открывается глубина мыслей поэта, его чувства, переживания. В короткие строки его стиха нужно «вжиться, вчитаться». И тогда ты поймешь, что «Мы были нежнее, добрее, Хоть нам не везло», что это сегодня «смелее и жестче» люди, что это сегодня любят «открыто и зло», — это строки из стихотворения «Какими мы были». Волнует, беспокоит автора, человека скромного, но не равнодушного, судьба родного края, соотечественников, близких и родных. Только поэту, с его тонкой душой и образным мировосприятием, дано, в крыльях одиноко кричащего в небе гуся, увидеть шаль, которую в суете жизни забыли, когда-то подарить маме. И в этом его лирический герой винит, прежде всего, себя:
Годы, как корабли,
Уходят вдаль.
Тебе подарить забыли,
Пуховую шаль.
Время прошло в суете,
В строгости без утех.
Все мы спешили к тебе.
Я отвечаю за всех.
Сердце с годами молчит.
Сходит с души печаль.
Гусь одинокий в небе кричит,
Крылья расправив, как шаль.
(Мама)
Хотя поэт и утверждает, что «Сердце с годами молчит. Сходит с души печаль.», тем не менее, стихотворение его говорит о другом. Мы вместе с ним скучаем «по городу юности, по автоматам с газированной водой, бродя по пыльной и душной улице». Мы вместе с поэтом чувствуем себя «одинокой баржей в великой кручине». О ком бы или о чём бы ни писал Кенжебек Байгужинов главное в его стихах жизнь людей, приятие её в любых проявлениях. Это чувство глобальное. Но в это, же время и глубоко личное:
Деревня моя, древняя.
На карте страны
Была не последняя.
С тоскою смотрю
На развалины свежие…
И еду сюда я -
Все реже
И реже…
Глобальное, потому что таких «не последних деревень» на карте нашей страны становится все меньше. Глубоко личное, потому что «самые яркие воспоминания детства» автора связаны с деревней, куда его родители переехали из России, когда Кенжебеку было 5 лет. Уже в детстве в душе его, стихийно, неосознанно, жило чувство привязанности, любви к родному краю, понимание того, что место, где ты живешь, где твои друзья и близкие — связано с самым близким тебе человеком на свете — мамой:
Родина моя — Казахстан.
Ты красива, как жемчуг, и светла, как Луна.
Я тебя не забуду никогда.
Родина- мать моя!
Это строки из первых стихов, написанных учеником 5 класса Кенжебеком Байгужиновым. «Стихи — это отражение состояния души», — пишет поэт Кенжебек Байгужинов. И эту «суть мироощущения поэта»', «тайные ходы его души» сумел почувствовать известный литератор Владимир Базанов, который пишет: «Угловатые и пронзительные своей затаенной грустью, стихи ложились на сердце, как память о высоко прожитых когда-то минутах — надежно и навсегда»
…Я по тени
 Людей узнаю.
 Тени тоже имеют формы
 И углы,
 И зигзаги.
 Геометрия?
 А, по-моему, жизнь
 Людей.
Это стихотворение, по-моему, есть яркий пример индивидуальности творчества поэта Кенжебека Байгужинова, его дара видеть мир людей во всей её сложности и неповторимости: углы, зигзаги, геометрические формы — это жизнь человека. Во многих стихотворениях К.Байгужинова мы чувствуем грусть, а в «городе поэтов» — это особая грусть, где поэт пребывает в состоянии свободного парения, ему здесь «легко» и он это подчеркивает   «нет печали, есть легкая грусть»:
…Мне здесь так хорошо!
 Нет печали,
 Есть легкая грусть.
 А метро все уносит людей.
 Я стою.
 На Невский ложится снег.
 Негры хохочут -
 Купили мороженое…
  (На Невском проспекте)
В другом стихотворении лирический герой К.Байгужинова бродит по заснеженной Москве, стоит у кремлевской стены, любуется полотнами великих художников. И мы ощущаем всем сердцем и видим, что поэт, наконец, обретает некое спокойствие. Без суеты и какого- либо напряжения запечатлевает детали своего видения. И мы понимаем, что он находится в поиске духовных начал:
…Художники жизнью платили
 За эти полотна,
 Наверно, поэтому
 Люди грустят
 У картин.
 Мы грустим,
 Говоря о Высоком,
 Об истоках своих,
 Об истории…
 Нам сегодня близка
 И понятна,
 Грусть
 У кремлевской стены…
 (Грусть)  
Поэт постоянно находится в гуще событий, живёт жизнью своего народа. Он с болью переживает несправедливость. И в самые критические моменты он становится на защиту своего народа: «Мы писатели отказались от мечей и взялись за перо. Так удобней спасти Красоту» — восклицает поэт в стихотворении, посвященном Федору Михайловичу Достоевскому. И радуется, когда слышит голос своих сторонников. "Я искренне радуюсь - пишет Кенжебек Байгужинов в статье «О поэзии Николая Никитина» - каждому новому явлению в литературе. А поэзия, как известно, не терпит застоя. Полная чушь, когда писатели плачут и говорят, что, дескать «нет темы, нет вдохновения» для их творчества. Это могут сказать только так называемые «генералы от литературы», обласканные в прошлом властью ЦК КПСС и сидевшие на пайке «социального заказа». Эти «генералы литературы», «мастера пера» так и не смогли отобразить современную действительность. «Инженеры человеческих душ» даже не попытались возвысить свой голос в защиту миллионов «униженных и оскорбленных». Мне хочется привести строки стихотворения известные широкому кругу читателей. Это жесткое и смелое произведение написано К.Байгужиновым, теперь уже в далеком 1994 году. Люди, которые слушали и читали его — плакали:
…Страну превратили
 В базары и ярмарки,
 Леса порубили,
 Угробили парки,
 И совесть отдали,
 За иномарки…
  «Свобода не продается»
Тему бедных людей, по мнению поэта, деятели искусства обязаны поднимать и затрагивать в своем творчестве. Нельзя прикрывать «пороки капитализма» занавесью фарса:
…Жаль, но слезы
 Бедных людей
 Высыхают на лицах,
 А могли бы
 Превратиться в кристалл,
 Одарив жемчугами
 Несчастных.
 А пока
 Чернь любуется
 Звездным небом
 И поют свои
 Грустные песни,
 Тоскуют
 И плачут…
```
(Слезы)
```

В стихотворении, посвященном Владимиру Высоцкому Кенжебек Байгужинов пишет: …Они уйдут, оставив боли, а люди, как бы не были глухи, поймут их недоигранные роли, прочтут их недопетые стихи. Они на миг забудут про утехи, забудут женщин и вино, о, если все уйдут поэты, как будет на земле темно… В.Высоцкий один из величайших поэтов, который своим творчеством боролся с темнотой и серостью нашей жизни и которому, конечно, уже не грозит людская зависть, ведь: «Завидуют женам, машинам и дачам, радуется больше неудачам…Завидуют летчику и профессору, завидуют даже агрессору. Завидуют!..», но «Нищему на базаре, никто не завидует, мертвому, лежащему в мазаре никто не завидует. А мне, поэту, тем более не позавидуют» - так К.Байгужинов заканчивает свое стихотворение «Людская зависть». «Будет темно без поэтов», тут же, «Нищий, мертвый и поэт»: парадокс! Но точная и неброская образность стихов поэта позволила увидеть невидимый, упрятанный бытом подлинный мир в наготе и правде: незавидный удел - быть поэтом. Не хлебный, не престижный пьедестал, по меркам обывателей, - поэтическая стезя. К такому нерадостному выводу приходит поэт в стихотворении «Людская зависть». Образный мир К.Байгужинова очень необычен, ассоциации и сравнения поражают неожиданностью: «одинокие баржи Затона», «как вдовы убитых солдат»', «надеются, ждут своих гордых мужчин», « поэты- одинокие пароходы». Одинокие люди « похожи на выброшенных из теплых квартир котят». Их одиночество в « в одежде серого цвета», поэтому они «Незаметны». «Серый цвет Одиночества одежд» - такой тоскливый, безнадежный образ… От него идет ощущение безысходности, тщетности стремлений быть кому-то нужным, быть понятым: чувствуешь человеческое равнодушие, «несовершенство бытия…».  
Поэзия Кенжебека Байгужинова — это сплав мыслей и образов, в любом даже малом по объёму произведении мы наблюдаем конфликт идеи и реальной действительности. Переживания поэта обращены к обществу, ко всему миру. Стихотворения К.Байгужинова — это целый, образный, богатый мир чувств, грусти, печали, тоски, одиночества, веры и надежд! Земля Абая — благословенная земля. У неё великое будущее… Народ Абая, строя жизнь, о которой мечтали его лучшие сыны, в стремлении к единству, высокому интеллекту, гуманизму, демократии и свободе, претворяет в жизнь слова Абая: «Все же подумай, мой друг, разве умер и тот, слово бессмертное чье в этом мире живёт?»
(Реферат — 2010)
Дина Дюсенова — студентка факультета журналистики: «Одинокие пароходы» - под таким названием вышла в свет новая книга известного в городе поэта Кенжебека Байгужинова… В своем творчестве Кенжебек Байгужинов затрагивает тему Свободы. В разные годы своей жизни он смотрит на неё по особенному. Например, во время начала перестройки в его стихах чувствуется порыв к жизни, к переменам, к Свободе, к правде:
Я не верю,
Что осень приносит грусть.
Осень приносит
Дожди и заморозки.
Осень,
Как художница
Красит в жёлтый цвет
Траву и листья,
В цвет солнца и цвет надежд…
Он верит, что будущее в руках самих людей. В нём горит желание изменить мир к лучшему. Его произведения несут в себе много откровенности, он называет вещи своими именами. Только достаточно смелый и свободный человек может говорить без оглядки, объективно:
Довольно!
Вы слышите голос народа,
Познавшего, наконец,
Что такое Свобода.
Если в наше время нет репрессий, то это не значит, что люди не могут чувствовать свою беспомощность, именно это хочет показать К.Байгужинов.
Так было так и будет,
Тиранов будут возносить,
У Бога лишь поэты будут-
За них прощения просить.
В нашей стране актуальна проблема свободы выбора и мнения, хотя мы всей страной заявляем «Мы демократическое государство», «У нас Свобода Слова», но все знают, что есть темы, которые затрагивать нельзя. В последнее время К.Байгужинов занялся переводами стихотворений Махамбета Утемисова и Зията Шакаримова. Надо отметить, что творчество Зията Шакаримова до сих пор многим неизвестно. Вот несколько строк переводов Махамбета и Зията:
Есть ли прок,
В степи бескрайней,
Где полно людей лихих-
Нет земли обетованной,
Для товарищей моих?
(Махамбет Утемисов «Есть ли прок…»)
…Я плачу.
Страданьям моим
Нету сил,
Читаю молитву
У древних могил.
Мы жили веками
Незная нужды,
Мы жили вольготно,
Как конь без узды.
Но время настало
Глупцов и врунов,
Что в братьях своих
Увидали врагов…
 (Зият Шакаримов «Прощание с Родиной»)
(Журнал «Лига молодых журналистов» — № 12, 2011, июль)
Стихотворения
Стихотворения
«За синей рекой скачут белые кони…» 21.05.1971 г.
Нить времен 18.06.1971 г.
На льду Иртыша 24.12.1976 г.
Муза 28.01.1977 г.
Воля 18.03.1977 г.
Тени 20.04.1977 г.
Осеннее 16.09.1977 г.
«Рожденным в 17-м — 60-т…» 0.04.1977 г.
Жизнь - бой 0.04.1977 г.
Мизантропы 02.04.1977 г.
Поэту 11.05.1979 г.
«Да что стихи…» 06.01.1980 г.
На Невском проспекте 18.01.1980 г.
Боль 05.02.1980 г.
Степь 04.04.1980 г.
Я верю 20.02.1981 г.
Грусть 14.01.1982 г.
Этюд 25.05.1982 г.
Каспий 20.07.1986 г.
Археологи 15.05.1987 г.
«Мерцанье лампы в темноте…» 04.06.1987 г.
Художница Осень 23.09.1987 г.
Реабилитируйте 09.10.1987 г.
Базар 05.03.1988 г.
Довольно 21.03.1988 г.
Людская зависть 28.06.1988 г.
Какими мы были… 16.07.1990 г.
Аул 27.07.1991 г.
«Мы забудем великие даты…» 22.04.1992 г.
Монтеры на зимовке 21.06.1992 г.
«Ошибаются критики, аналитики и политики…» 11.09.1992 г.
«Они уйдут, оставив боли…» 24.06.1994 г.
Свобода не продается 07.10.1994 г.
Возвращение 06.04.1995 г.
«Брат мой!…» 07.04.1995 г.
«Каждый думает о своем…» 14.04.1995 г.
В юрте табунщика 21.04.1995 г.
Нежность 07.08.1996 г.
«Когда я узнаю про вашу измену…» 15.01.1999 г.
Ода Семипалатинску 10.04.1999 г.
Богатому другу 11.05.1999 г.
Мир принадлежит мне… 12.05.1999 г.
Толстосумам 12.05.1999 г.
«Мне угрожают тюрьмой…» 11.07.1999 г.
Надоело! 15.10.1999 г.
«Довольно хиреть на задворках…» 25.10.1999 г.
Осень 12.10.2000 г.
Бедные люди 11.10.2001 г.
Деревня 17.05.2002 г.
Старик в поликлинике 12.06.2002 г.
«Так было, так и будет…» 09.08.2002 г.
«Слова пустые ни к чему…» 16.10.2002 г.
Надежда 20.09.2002 г.
Мама 12.10.2002 г.
Монолог актрисы 12.10.2002 г.
Певица 25.10.2002 г.
Художнику 25.12.2002 г.
Слезы 20.06.2003 г.
В затоне 27.06.2003 г.
«Я скучаю по городу юности…» 12.07.2003 г.
Укор 02.09.2003 г.
Пожелание 05.09.2003 г.
«Пуля пробьет сердце» 05.09.2003 г.
Лифт 05.09.2003 г.
«Мой друг уезжает в Израиль…» 05.09.2003 г.
«Мечеть — последняя ракета…» 12.09.2003 г.
Путнику 19.09.2003 г.
«За стон народа и поэтов плач…» 03.10.2003 г.
На зимовке 12.06.2004 г.
«Журчит Бугазка — весело реке…» 18.06.2004 г.
«Бедная, бедная палестина…» 08.10.2004 г.
Одиночество 15.10.2004 г.
«Кто-то хочет быть выше деревьев…» 16.10.2004 г.
«Бедная, бедная палестина…» 08.10.2004 г.
«Я знаю, придут другие…» 25.10.2004 г.
«Листы моих черновиков…» 12.01.2005 г.
Следы 27.01.2006 г.
Август 25.08.2006 г.
«Я уверен, пройдет снегопад…» 19.01.2007 г.
«Вглядись в глаза скорбящего поэта…» 07.09.2007 г.
«Толпа кричала: „Не стреляй!…“ 21.10.2011 г.
„Какое счастье быть поэтом!…“ 18.11.2011 г.
„Покоя нет, пока поэзия жива!…“ 19.11.2011 г.
„Полустанок. Лес. Дорога…“ 16.05.2012 г.
Стихи на камне 29.09.2012 г.
Страннику 01.11.2012 г.
„Зачем нам неведомый город…“ 16.05.2014 г.
Рассказы
· В юрте Токена
· Аркан
· Монтажники
· Посидим, мужики
· Камча
Научно-издательская деятельность
· „Трибунал мысли“. ЧП Анастасов А. Н., 2002. — 322с. Редактор-составитель.
. „Олжас. Батыр“. 2011. Редактор-составитель.
· „Солнечное утро поэта Олжаса Сулейменова“. Издательский дом „Интеллект“, 2011.- 281с.
Редактор-составитель.
Переводы
· Махамбет Утемисов „Есть ли прок…“
· Махамбет Утемисов „Одиночество“
· Зият Шакаримов „Песня узника“
· Зият Шакаримов „Прощание с родиной“
· Песня Акына (Казахская народная песня)
· Слово Базар батыра
· Слово Избасты батыра
· Песня Избасты батыра
. Абубакир Кайранов „Сердце мое“
. Абубакир Кайранов „Уходящее лето“
. Абубакир Кайранов „Есенин и Христос“
. Абубакир Кайранов „Хмурая ночь“
. Абубакир Кайранов „Тучи“
 . Литературные этюды
· Поэт и гражданин // Иртыш — 1989 г., 8 апреля
· Поэт и лицемеры // Гражданское действие −1990 г., 3 октября
· „Сквозь дымный треск расстрелов…“ // Гражданское действие −1991 г.,№ 2, 6 февраля
· „Опять костры для дыма расцвели…“ // Гражданское действие −1991 г.,№ 4, 18 мая
· „Мы, Высокие, будем стоять!“ // Слово — 1992 г., 16 мая, с.
· История не может быть субъективной // Голос народа — 1993 г., 19 февраля
· „Муки рождения высокой идеи…“ // Слово −1993 г., 18 мая
· Испытание временем // Слово −1993, 25 мая
· Литераторы в поисках опоры // Иртыш — 1993,17 сентября
· Свет на сцену: О творчестве Роллана Сейсенбаева // Иртыш — 1993,  4 октября
· О Пушкине // Новое Слово −1994., 27 мая
. К истории основания города Семипалатинска // Вести — 1998, сентябрь
. „Этот край — родина моего отца, Отечество мое“ //Аманат — 2000 г., № 1
· О Достоевском // Молитва любви. Стихи −2003 г., 11 ноября
· О поэзии Николая Никитина // Настроение. Стихи — 2004 г., 20 ноября
· Золотой гвоздь Ильяса Искакова//Семипалатинские вести — 2005 г., 24 мая
· В поисках своих корней: О прозе Николая Тимохина // Вести Семей — 2011 г., 5 июля
· Поэты приходят в этот мир, чтобы изменить его»: Выборы в маслихат. // Спектр, 2016 г., 20 марта
· Слово о Мукагали Макатаеве // Вести, 2021 г., 9 февраля
· Враги Абая: О самых трудных годах жизни Абая Кунанбаева // Спектр, 2021, 13 октября
· Писать правду: О прозе Роллана Сейсенбаева // Спектр, 2021, 20 октября
· «Корни великого тополя»: О Зияте Шакаримове сыне поэта Шакарима Кудайбердиева // Спектр, 2023 г.,12 июля
Публицистика
· Утрата языка — трагедия для народа // Голос народа — 1991 г., 15 марта
· Гуляй, казак?// Слово −1991 г., 25 октября
· Из какого жуза Нурсултан Назарбаев? Или Север и Юг Казахстана // Слово −1992 г., 16 октября
· Назарбаев гневается на советскую власть // Слово −1992 г., 23 октября
· Гроза мафии или партия президента? // Слово −1992 г., 27 ноября
· Какие вожди нужны казахскому народу? // С-Партнер — 1994 г.
· Славянское общество — друзья или враги русского народа? // Слово −1994 г., 25марта
· Ориентир — социалистические идеи // Слово −1994 г., 1 апреля
· «Оппозиция необходима» // Новое Слово −1994 г., 3 мая
· Хлеб народу! // Новое Слово −1994 г., 20 мая
· Рабы немы ? // Новое Слово −1994 г., 27 мая
· Вся власть капиталу? // Новое Слово −1994 г., 5 августа
· «Ранней весной у невспаханного поля…» // Новое Слово −1994 г., 5 августа
· Тернистый путь реформ // Новое Слово −1994 г., 19 августа
· Караван идет стороной // Иртыш — 1994 г., 29 октября
· Ещё раз о свободе: О выборах в Мажилис-Парламент //Голос народа — 1994 г., 14 октября
· Съезд ДПК // Алаш-Орда −1995 г., 27 июля
· Власть и народ // Новое Слово −1995 г., 27 января
· Красные ренегаты: Об оппортунизме в рабочем движении // Иртыш −1995 г., 20 июня
· Оптимистическая трагедия // Иртыш — 1995 г., 29 октября
· Тирада о свободе: О симбиозе нового и старого мышления // Иртыш — 1996 г., 12 июня
Статьи
· Всю жизнь в разведке // Новое Слово — 1994, 6 май
. Свидетели славной судьбы: О Мурате Жексенбекове 19-кратном чемпионе СССР по хоккею на траве // Спектр, 2016, 13 января
· Горизонты Касыма: О герое контрразведчике «СМЕРШ» // Спектр, 2017г, 11 января
· Романов из Ново-Покровки // Иртыш — 1995 г., 6 июня
· «Пусть отдохнут поля» // Иртыш −1995 г., 29 октября
· Тени прошлого: О герое милиционере Машрапе Баядилове // Спектр, 2021, 11 марта
· Рыцарь театра: О творчестве народного артиста Казахской ССР Абылкасыма Жанбырбаева // Спектр, 2021, 22 сентября
· Вспомним всех поимённо: О Герое Советского Союза Серикказы Бекбосунове // Спектр, 2021, 1 декабря
· Три века истории: Об учёном историке В.Кашляке // Спектр, 2022, 2 февраля
Интервью
· Леонид Троценко. Поэт и в Казахстане больше чем Поэт! // «Наше дело» — 2003, 25 марта
· Г.Марковец. «Конгресс чтения — это прогрессивное движение общества в светлое будущее» // Казинформ — 2007, 19 апреля
· Р.Омаров. Толкай телегу к звездам! // «Контакт» — 2009, май
· Эльдар Нуруллин. «Живо Слово — Жива Поэзия!» // «Вести Семей» - 2011, 26 июля
· Г.Покровский. «Поэты приходят в этот мир, чтобы изменить его» // «Спектр» — 2016, 20 марта
Литература
· Базанов В. М. Первая покоренная вершина // Иртыш — 1995, 7 сентября.
· Сулыгин В. С. Покорение вершин // Наше дело −1995,12 апреля.
· Титаев Е. Г. Докричаться до спящих // Голос народа −1999, № 17, 21 апреля.
· Базанов В. М. Красные ренегаты и Свобода // Стихи. — 1999, 30 октября.
· Базанов В. М. Светлые струны души // Стихи. — 2002- 25 декабря.
· Рыбченко Е. С. О книге Трибунал мысли // Статьи. — 2002 г.,14 декабря.
· Галиев М. А. Мысли Великого Олжаса // Статьи. — 2002 г.14 декабря.
· Алла Белякина Не дайте унизить Свободу… // Наше дело — 2002.
· Гайнуллина Ф. А. Мы были нежнее…// Краеведческий музей — 2006, 8 апреля.
· Белякина А. Мы были смелее… // Наше дело — 2006, 6 апреля.
· Харченко О. Образ родного города в поэзии Кенжебека Байгужинова // Дипломная работа — 2009.
· Галямова О. Своеобразие художественного видения мира в творчестве поэта Кенжебека Байгужинова и особенности языка его поэзии. // Реферат — 2010.
· Нугуманова Г. Влюбленный в слово: О поэте Кенжебеке Байгужинове // Семь дней, 2010, 2 декабря.
· Тусупова Б. С. Кристаллизация формы // Библиотека им. Абая — 2011, 8 апреля.
· Дюсенова Д. Со Свободой по жизни // Лига молодых журналистов — 2011, № 12.
· Жананбаева К. Вклад в литературные традиции края // «Семей Печать», 2014.
· Еспенбетов А. С. С любовью к Слову. Полиграфический центр «PRINTMASTER», 2015.
· Демежанов Т. М. На перекрестках «Литературного Арбата». Полиграфический центр «PRINTMASTER», 2015.
· Гайнуллина Ф. А. «Но останется в веках поэзия…». // Полиграфический центр «PRINTMASTER», 2015.
- Байгужинов Кенжебек. Дата обращения: 30 сентября 2013. Архивировано из оригинала 13 декабря 2013 года.
- Кенжебек Байгужинов. Дата обращения: 30 сентября 2013. Архивировано из оригинала 13 декабря 2013 года.
- Байгужинов Кенжебек. Дата обращения: 16 октября 2015. Архивировано 5 октября 2016 года.